# Adolph Sutro

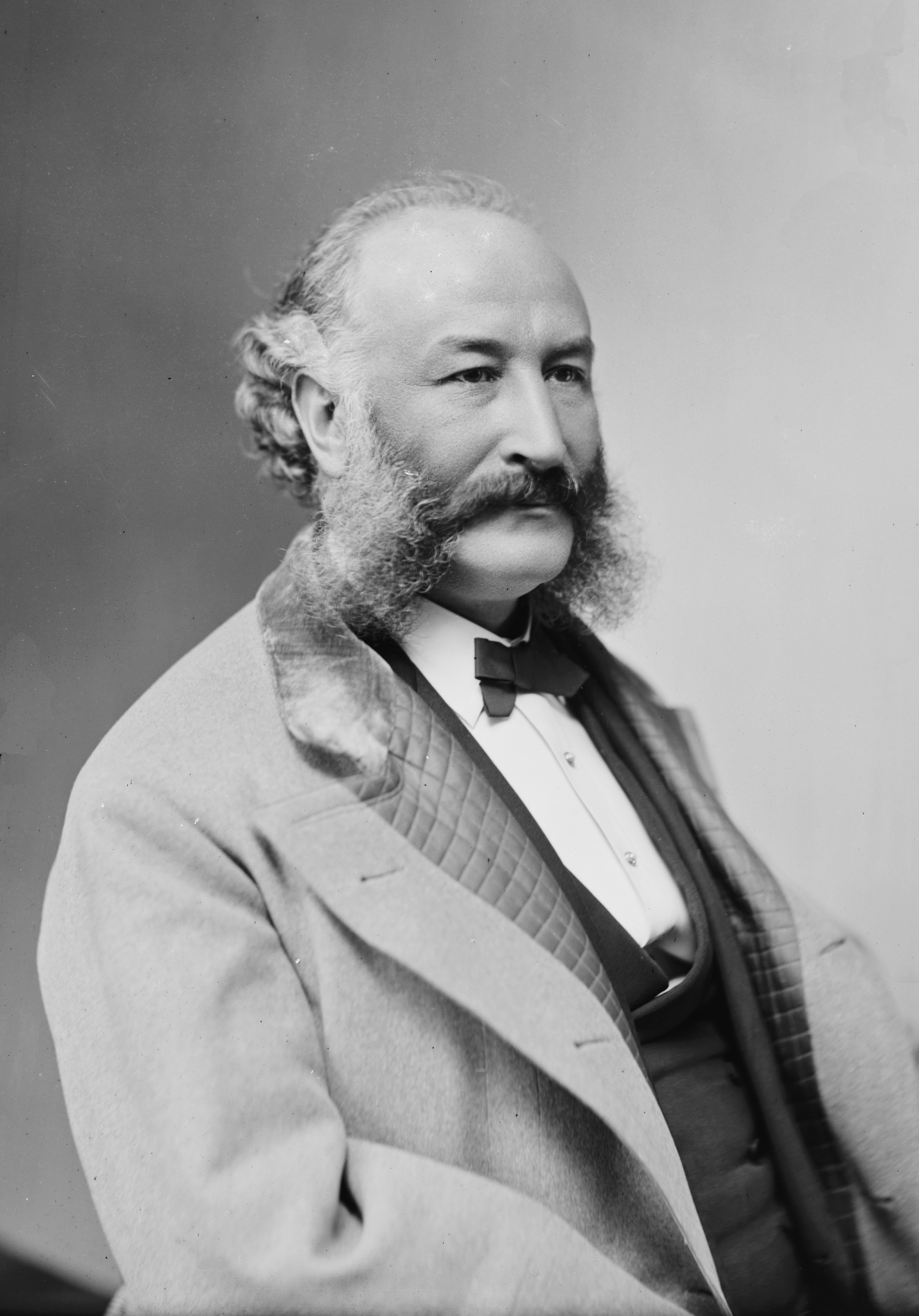
Adolph Sutro (zwischen 1865 und 1880)

Adolph Heinrich Joseph Sutro (* 29. April 1830 in Aachen, Preußen; † 8. August 1898 in San Francisco, Kalifornien) war ein deutschamerikanischer Politiker und der 24. Bürgermeister von San Francisco, der die Stadt von 1895 bis 1897 regiert hat. Er gilt trotz seiner kurzen Amtszeit immer noch als einer ihrer bekanntesten Bürgermeister, weil zahlreiche Sehenswürdigkeiten seinen Namen tragen.

## Leben
Sutro stammte aus einer jüdischen Familie und musste mit 16 Jahren die Schule verlassen, um die Leitung in der Firma seines Vaters, eines Bekleidungsunternehmers, zu übernehmen. Nach dessen Tod im Dezember 1847 führte er die Geschäfte zusammen mit seinem Bruder Otto. Als durch die Revolution von 1848 die Geschäfte immer schlechter liefen, entschied die Mutter von Sutro, das Land zu verlassen und in die USA zu gehen, wo die Familie im Herbst 1850 ankam. Sie ließen sich in Baltimore nieder. Der kalifornische Goldrausch veranlasste Sutro, kurz darauf nach San Francisco zu gehen. Neun Jahre lang arbeitete er mit einem Kleingewerbe. 1856 heiratete er.
Die Elektrifizierung der Westküste brachte neue technische Möglichkeiten, die Goldminen zu belüften und das sich darin sammelnde Wasser abzupumpen. Sutro informierte sich über die Möglichkeiten und begeisterte sich für die Idee, die neue Technik einzusetzen. Er suchte und überzeugte Geldgeber, unter anderem William Chapman Ralston, für ein Projekt, den Sutro Tunnel bei der Comstock Lode in Nevada. Der Tunnel wurde 1878 fertiggestellt und hatte 6.500.000 US-Dollar gekostet.
Das Tunnel-Projekt war der geschäftliche Durchbruch für Sutro. Er wurde ein bekannter und wohlhabender Mann mit großem Grundbesitz. Die Populist Party überzeugte ihn davon, bei der Bürgermeisterwahl 1894 zu kandidieren, die er gewann. Seine Amtszeit war von Streitigkeiten mit lokalen Unternehmen, in erster Linie der Southern Pacific Railroad geprägt. 1898 starb Sutro und hinterließ ein großes Vermögen, um das sich seine Erben stritten.

## Würdigung

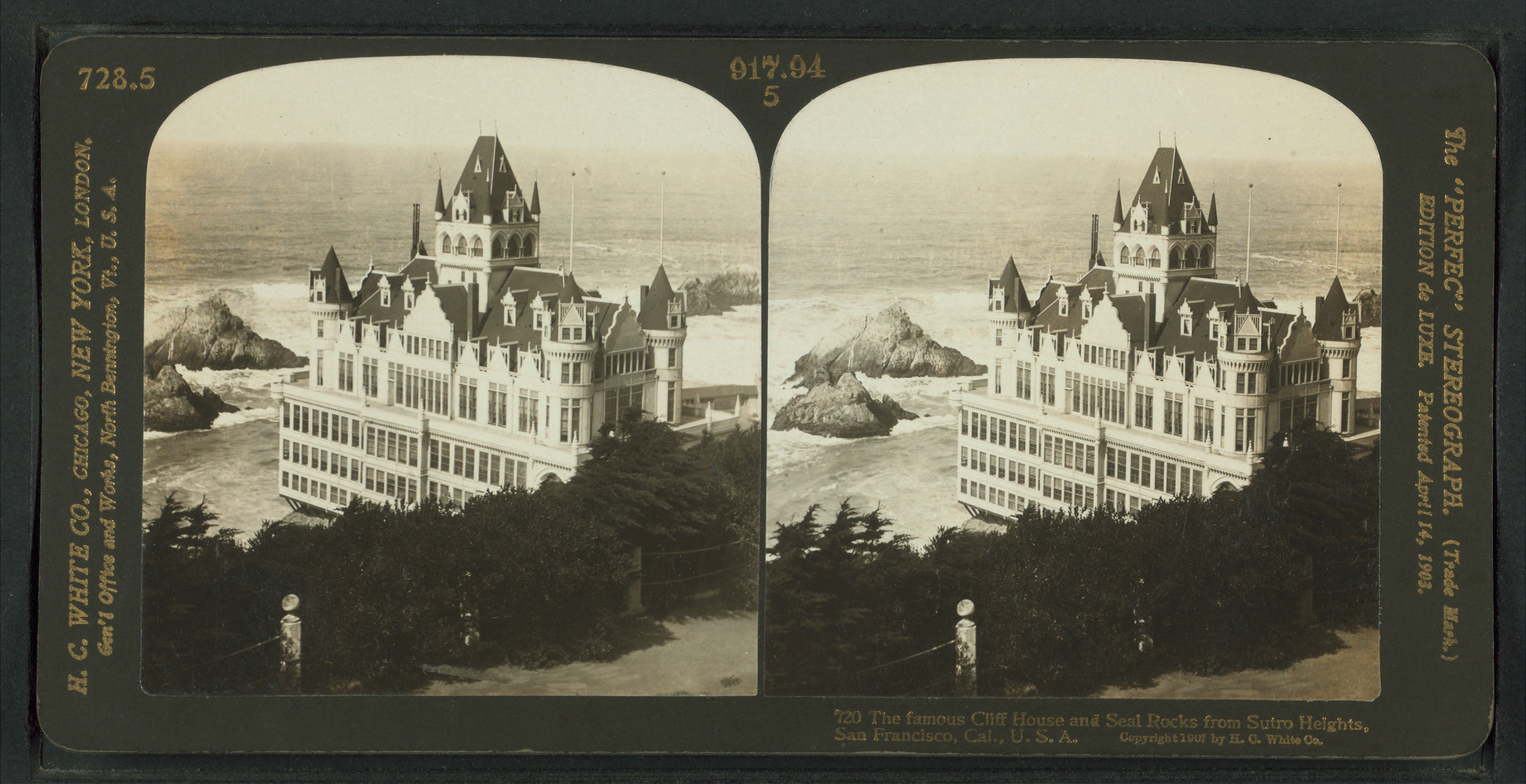
Sutro Cliff House

Neben dem Tunnel sind mit Sutros Namen der Mount Sutro, das Cliff House, der Sutro Heights Park, der Sutro Tower sowie die Sutro Baths, eines der größten privaten Bäder San Franciscos, verbunden. In seiner Heimatstadt Aachen wurde anlässlich des 113. Todestages ein kleiner Weg nach ihm benannt.